# دجيدهان تشويكي نيما
دجيدهان تشويكي نيما (بالصينية: 更登確吉尼玛) (من مواليد 25 أبريل/ نيسان عام 1989 في مقاطعة لهاري في التبت) هو البانشن لاما الحادي عشر في البوذية التبتية. نصَّب الدالي لاما في 14 مايو/أيار من عام 1995 دجيدهان على أنه البانشن لاما الحادي عشر، الأمر الذي قوبل بالرفض من قبل فريق التفتيش المُعين من قبل مجلس الوزراء في جمهورية الصين الشعبية. وُلد دجيدهان في مقاطعة لهاري في منطقة التبت ذاتية الحكم، واقتيد بعد أن اختير ليكون البانشن لاما الحادي عشر إلى ما تطلق عليه الحكومة الصينية اسم «الحبس الوقائي»، ولم يُعترف به أمام العلن منذ 17 مايو/أيار من عام 1995.

## اختيار البانشن لاما الحادي عشر
نشر البانشن لاما العاشر قبل وفاته بأربعة أيام وصيته إلى الملأ متبعاً بذلك العرف العام. ألقى البانشن لاما العاشر في 24 يناير/ كانون الثاني، -وفي أعقاب الحفل الافتتاحي لمعبد لينغ الذي أُقيم بحضور شخصيات دينية رفيعة المستوى في مقاطعات التبت، وتشينغهاي، وقانسو، وسيتشوان، ويوننان، ومناطق أخرى تتمتع بالحكم الذاتي- خطاباً استثنائياً تحدث فيه عن التجسيد الجديد لبوذا، مقترحاً «وجوب تحديد هوية الصبيان الثلاثة المرشحين أولاً، ومن ثم التحقق منهم واحداً تلو الآخر» و «أود أن آخذ زمام المبادرة وأقوم برسم العديد من الجرار الذهبية أمام صورة البوذا ساكياموني».
سرعان ما أصبح البحث عن البانشن لاما الحادي عشر الذي من المفترض أن يكون الروح المتقمصة للبانشن لاما العاشر بعد وفاته في عام 1989 ويتفق عليه التبتيون، قضية يلفها الغموض والجدل، وذلك لأن التبت كانت تحت احتلال وسيطرة حكومة جمهورية الصين الشعبية المناهضة للدين منذ عام 1959. نشر رئيس مجلس الدولة بعد ثلاثة أيام من وفاة البانشن لاما العاشر، قراره بشأن كيفية اختيار البانشن لاما الحادي عشر، مدعياً أنه حصل على مشورة من لجنة دير تاشي لونبو والرهبان.
حافظ رئيس لجنة البحث عن البانشن لاما تشادريل رينبوتشي -متسلحاً بموافقة السلطات في بكين- على اتصالات خاصة مع الدالاي لاما من أجل الوصول إلى مرشح مقبول من قبل كل من الدالاي لاما ومن السلطات في بكين ليحصل على لقب البانشن لاما الحادي عشر. بعد أن أعلن الدالاي لاما في 14 مايو/ أيار من عام 1995 أن دجيدهان تشويكي نيما هو التجسيد الحادي عشر للبانشن لاما، ألقت السلطات الصينية القبض على تشادريل رينبوتشي، ووجهت له تُهماً بالخيانة، واستُبدِل وفقاً لحكومة التبت في المنفى بسينغتشين لوبسانغ غيالتسين الذي من المرجح أنه كان متوافقاً مع نهج الحزب. كان سينغتشين معارضاً سياسياً لكلٍ من الدالالي لاما والبانشن لاما العاشر. يعتقد الكثير من التبتيين والباحثين -بسبب تاريخ التنافس بين مختلف طوائف البوذية التبتية- أن هذا التحرك كان تكتيكياً من قبل الحزب الشيوعي الصيني (CCP) بهدف خلق المزيد من الاضطرابات بين شعوب التبت الموحدة فيما بينها بشكلٍ عام.
تجاهلت لجنة البحث عن البانشن لاما الجديدة إعلان الدالاي لاما الصادر في 14 مايو/ أيار، واختارت بدلاً من الشخص الذي اقترحه الدالاي لاما قائمةً من المتنافسين النهائيين لم يكن من بينهم دجيدهان تشويكي نيما. سُحبت أوراق القرعة من «الجرّة الذهبية»، لاختيار اسم نهائي من قائمة المتنافسين، وهو إجراء استُخدم في التبت من قبل الإمبراطور الصيني (المانشو) في عام 1793. صرّح الدالاي لاما الرابع عشر بأن الطريقة التبتية تتضمن استخدام ممتلكات البانشن لاما السابق لتحديد تناسخه، إذ إن الطفل الجديد المتناسخ سيكون قادراً على التعرف على ممتلكاته الخاصة السابقة الموضوعة بين العديد من الأغراض الأخرى المتنوعة. قدّم ريجينت ريتينغ رينبوتشي في 26 يناير/كانون الثاني من عام 1940 طلباً إلى الحكومة المركزية لإعفاء تينزين غياتسو من عملية القرعة، ليصبح الدالاي لاما الرابع عشر، وقوبل الطلب بالموافقة. أعلنت السلطات الصينية في نهاية الأمر في 11 نوفمبر/ تشرين الثاني من عام 1995 أن الاختيار قد وقع على غيانسين نوربو ليصبح البانشن لاما الحادي عشر.
ذكرت هيئة الإذاعة البريطانية BBC أن اختيار الحزب الشيوعي الصيني لغيانسين نوربو قد قوبل بالرفض من قبل معظم التبتيين، فقد كتب ألكسندر نورمان: «يشتهر البانشن لامايون اليوم بامتلاكهم اثنين من مقدمي الطلبات إلى أبرشية دير تاشي لانبو: الأول معترف به من قبل الدالي لاما الحالي، وفرضت عليه السلطات الصينية الحالية إقامة جبرية في منزله، والثاني معترف به من قبل السلطة الصينية فقط، ولا أحد غيرها».

## مصيره
لم يُعرف مكان وجود دجيدهان تشويكي نيما منذ اختياره، ويقول المسؤولون أن مكان وجوده سري بهدف حمايته، وصفته منظمات حقوق الإنسان بأنه أصغر سجين سياسي في العالم. ولم يُسمح لأي طرف أجنبي بزيارته.
طالبت لجنة حقوق الطفل من الصين في 28 مايو/ أيار من عام 1996 إعلامها عن مكان نيما. ردت وكالة الأنباء الصينية شينخوا على طلب لجنة حقوق الإنسان بأن نيما كان معرضاً لخطر «الاختطاف من قبل الانفصاليين» وأن «سلامته الشخصية كانت معرضة للتهديد». طالبت اللجنة بلقاء دجيدهان تشويكي نيما، بعد أن قامت بحملة دعم شارك فيها أكثر من 400 شخصية من المشاهير، والجمعيات، بما في ذلك ستة من الفائزين بجائزة نوبل، حملوا جميعهم مطلباً واحداً وهو مقابلة الطفل نيما الذي كان يعيش -وفقاً لتصريحات الحكومة الصينية في عام 1998- حياة طبيعية.
سألت أسماء جهانغير -مقررة الأمم المتحدة الخاصة المعنية بحرية الدين أو المعتقد في مجلس حقوق الإنسان التابع للأمم المتحدة- في شهر مايو/ أيار من عام 2007 السلطات الصينية عن التدابير التي اتخذتها في سبيل تنفيذ توصيات لجنة حقوق الطفل، التي طلبت فيها من الحكومة بالسماح بزيارة خبير مستقل لنيما ليؤكد سلامته، مع احترام حقه وحقوق والديه في الخصوصية. ردت السلطات الصينية في 17 يوليو/ تموز من عام 2007 بقولها: «دجيدهان تشويكي نيما هو صبي تبتي عادي تماماً، وهو في حالة صحية ممتازة، ويعيش حياةً عادية وسعيدة، ويتلقى تعليماً جيداً وتنشئة ثقافية جيدة. دجيدهان حالياً في مرحلة الدراسة الثانوية العليا، ويبلغ طوله 165 سنتمتراً (أي 5 أقدام و 5 إنشات) وهو بطبيعته لين العريكة. يدرس دجيدهان بجد، ونتائجه في المدرسة جيدة جداً. يحب الثقافة الصينية التقليدية، وبدأ مؤخراً بتعلم فن الخط. والداه موظفان حكوميان، وإخوته وأخواته إما طلاب جامعات أو لديهم أعمالهم الخاصة. الادعاء بأن دجيدهان قد اختفى مع والديه وأن مكان وجوده غير معلوم هو ببساطة غير صحيح». لم تجب السلطات الصينية في ردها هذا على طلب الزيارة أو تؤكده.
في عام 2015، وفي الذكرى العشرين لاختفاء دجيدهان تشويكي نيما، أعلن المسؤولون الصينيون أن «الطفل المتناسخ البانشن لاما الذي ذكرتموه يتلقى التعليم، ويعيش حياة طبيعية، وينمو بصحة جيدة، ولا يرغب في أن يتعرض للإزعاج».
أكد الدالاي لاما في شهر أبريل/نيسان من عام 2018 أنه علم من «مصدرٍ موثوق» أن البانشن لاما الذي تعرف عليه على أنه دجيدهان تشويكي نيما كان على قيد الحياة، ويتلقى تعليماً عادياً، وأضاف أنه يأمل أن يكون البانشن لاما (غيانسين نوربو) المُعين من قبل سلطات جمهورية الصين الشعبية قد تلقى تعليماً جيداً بتوجيه من مدرس جيد، وتحدث عن وجود حالات في التقاليد البوذية التبتية يتجسد فيها اللاما المتناسخ في أكثر من مظهر.
حتى عام 2019، لم يشاهد أي مراقب مستقل دجيدهان تشويكي نيما منذ اختفائه في عام 1995.